# Dimos Kileler
Dimos Kileler (Kileler) är en kommun i Grekland.   Den ligger i prefekturen Nomós Larísis och regionen Thessalien, i den centrala delen av landet, 200 km nordväst om huvudstaden Aten. Antalet invånare är 22 719. Arean är 975 kvadratkilometer.
Terrängen i Dimos Kileler är varierad.